# Sachsenring (autofabriek)

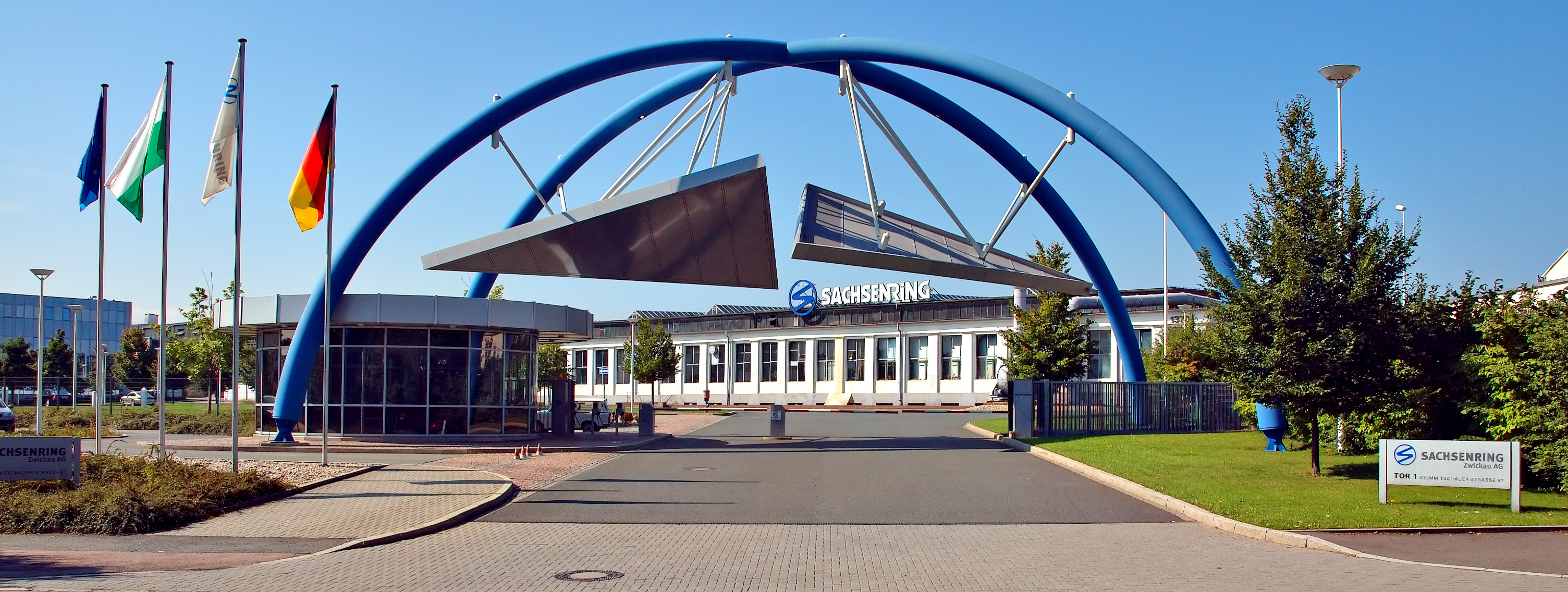
De ingang van de fabriek nu

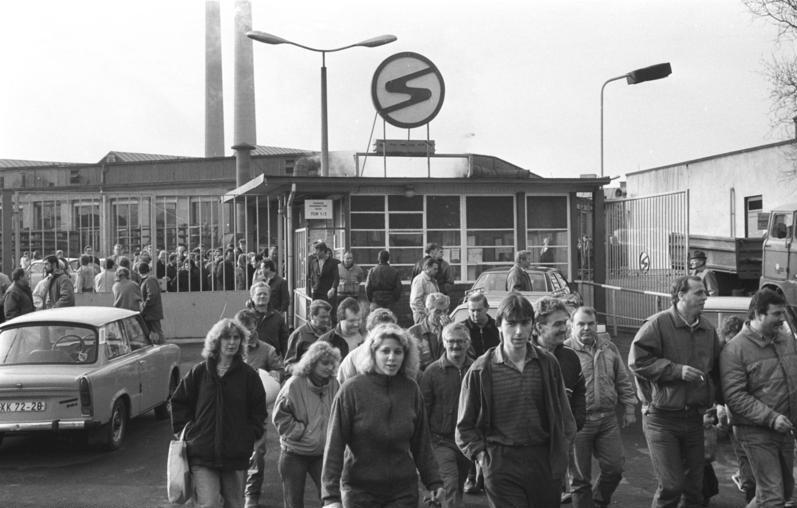
De ingang van de fabriek in 1990

Sachsenring is een voormalig Oost-Duitse autofabriek uit Zwickau. In het huidige Duitsland is het een producent van auto-onderdelen. Gedurende een korte periode was Sachsenring ook een automerk.

## Na de oorlog
Oorspronkelijk opgericht door August Horch en verregaand vernietigd en vanwege herstelbetalingen leeggehaald, fungeerden de beide Zwickauer autofabrieken Audi en Horch (voor de Tweede Wereldoorlog de belangrijkste fabrieken van Auto Union) al sinds de zomer van 1946 als reparatiebedrijf van de Sovjets. Twee jaar later behoren beide fabrieken tot het Industrieverband Fahrzeugbau (IFA), de reguliere productie van personenwagens startte echter pas in 1949 op basis van kleine auto's met tweetaktmotor. Uit restbestanden werden nog enkele grote auto's voor de bezettingsmacht geproduceerd, onder meer de Horch 930 stroomlijnwagen.
Gelijktijdig met de productie van de kleine IFA F8 en later de AWZ P70 in de voormalige Audi-fabriek VEB Automobilwerk Zwickau (AWZ), werd door de naburige Horch-fabriek (vanaf 1955 VEB Kraftfahrzeug- und Motorenwerk Zwickau, vorm. Horch - KMZ) nogmaals een grote viertakt-auto ontworpen en van de legendarische naam Horch voorzien: de P 240 Sachsenring (ook bekend als Horch Sachsenring). Tot die tijd waren hier na de oorlog alleen vrachtwagens geproduceerd. In 1957 werd de naam van deze fabriek gewijzigd in VEB Sachsenring Kraftfahrzeug- und Motorenwerk Zwickau.

## Trabant-productie
Op 1 mei 1958 fuseerden de voormalige Audi- en Horch-fabriek tot VEB Sachsenring Automobilwerke Zwickau en begon de tijd van de kleine Trabant. Metalen plaatdelen en versnellingsbakken van deze auto kwamen uit de voormalige Horch-fabriek; voor de aandrijving en de montage werd de Audi-fabriek verantwoordelijk. Een aanvullend aangekochte spinnerij diende als kunststof- en carrosseriefabriek.
Zijn definitieve vorm kreeg de Trabant in 1964 met de introductie van de Trabant 601. Tot 1990 werd aan het uiterlijk van de Trabant niets wezenlijks veranderd, en ook onder de carrosserie vonden slechts marginale wijzigingen plaats. In samenwerking met Citroën werd in Mosel (bij Zwickau) een fabriek voor aandrijfassen opgezet; in 1989 begon hier de productie van de Trabant 1.1. Deze nieuwe fabriek vormde later de basis voor het Volkswagenwerk Zwickau, de Saksische locatie van Volkswagen. Eveneens bij VW hoort de motorenfabriek te Chemnitz, waar voorheen de Trabant-motor gebouwd werd en vanaf 1988 VW-motoren met 1.1 en 1.3-liter cilinderinhoud voor Trabant (in totaal 3.443.904 twee- en viertaktmotoren alleen voor AWZ), Wartburg en Barkas gebouwd werden.
Het in juli 1990 opgerichte Sachsenring Automobilwerke GmbH probeerde nog een jaar lang zonder succes de nieuwe Trabant 1.1 te verkopen, ten slotte voor minder dan 6000 DM. Op 30 april 1991 eindigde de autoproductie bij Sachsenring. Door de Treuhandanstalt werd tot december 1993 het voormalige VEB Sachsenring afgewikkeld en daarna geprivatiseerd.

## Nieuw begin
De ontwikkelingsafdeling van Sachsenring is in 1992 als FES GmbH Fahrzeugentwicklung Sachsen geprivatiseerd. De fabriek wordt in 1993 inclusief de naamrechten aan de broers Rittinghaus uit Hemer verkocht, die de firma onder de naam Sachsenring Automobiltechnik GmbH als toeleverancier voor de auto-industrie voortzetten. De firma ontwikkelde zich snel tot voorbeeldonderneming in de nieuwe Duitse deelstaten. In 1996 volgde de omzetting in een naamloze vennootschap. Eind 1996 stelde Sachsenring met de Uni1 een nieuw ontwikkelde milieuvriendelijke auto voor, voorzien van een aluminium carrosserie en gecombineerde elektro-diesel-aandrijving. De Uni1 ging niet in productie.

## Faillissementen
Door de overname van het Zentrum Mikroelektronik Dresden (ZMD) raakte Sachsenring toenemend in financiële moeilijkheden. Zowel Sachsenring GmbH als Sachsenring AG vroegen op 30 mei 2002 faillissement aan. In januari 2006 werden tegen de broers Rittinghaus aanklachten ingediend wegens vervalsing van de boekhouding, verduistering en opzettelijk vertragen van het faillissement.
De stamfabriek in Zwickau met nog 170 medewerkers werd begin 2006 verkocht aan de HQM-Groep uit Leipzig. HQM is eveneens een toeleverancier voor de auto-industrie met 500 medewerkers. HQM Sachsenring GmbH werd op 1 maart 2006 opgericht en leverde onder andere onderdelen voor de Golf- en Passat-modellen aan de Zwickauer Volkswagenfabriek. Op 10 mei 2013 vroeg HQM Sachsenring opnieuw faillissement aan.